# Clémence de Grandval

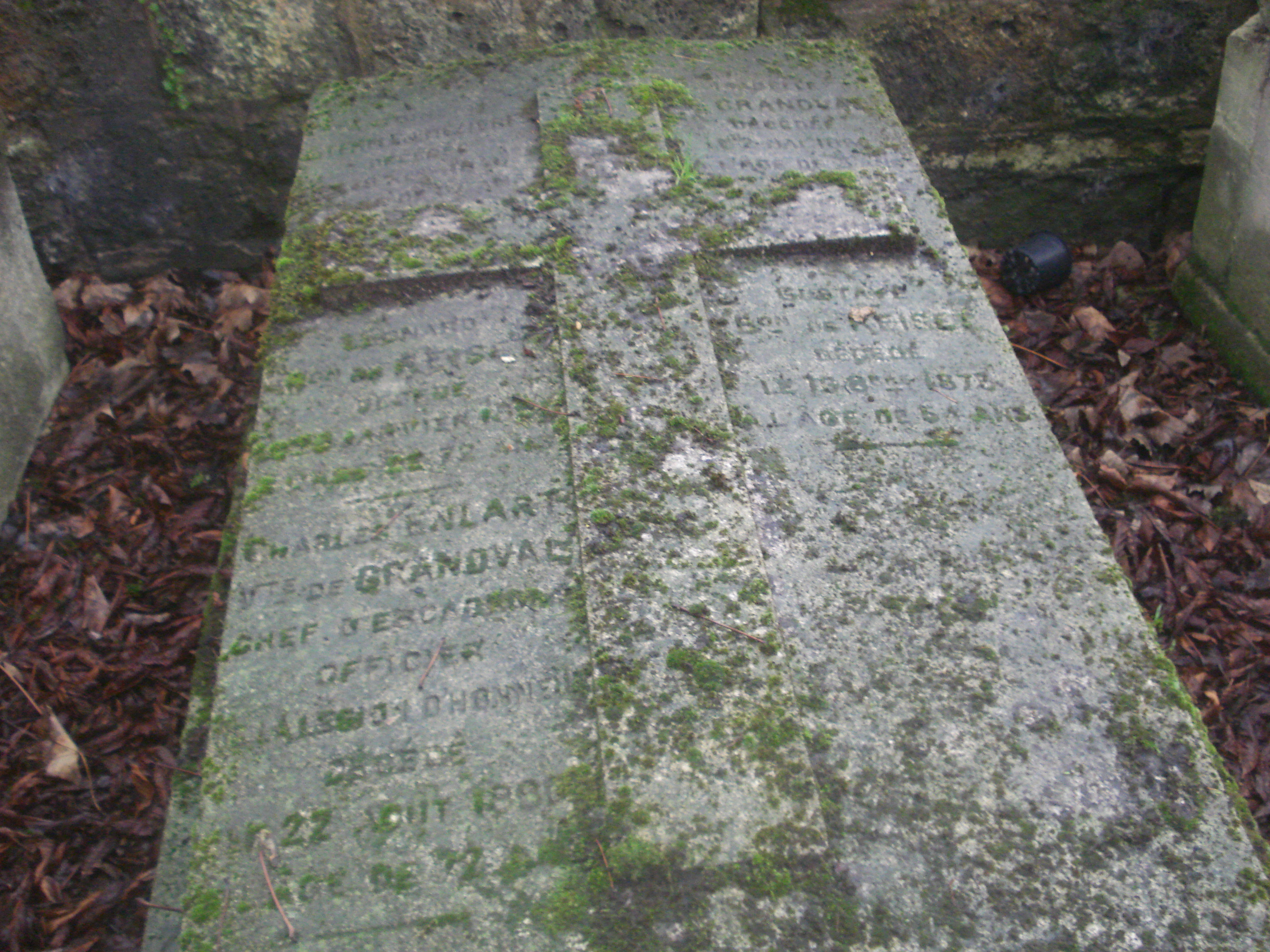
Grobowiec na Cmentarzu Montmartre

Maria Félicie Clémence de Grandval (ur. 21 stycznia 1828 w zamku Cour du Bois, nieopodal Saint-Rémy-des-Monts, zm. 15 stycznia 1907 w Paryżu) – francuska kompozytorka. 
Córka barona de Reiset, muzyki zaczęła się uczyć już w wieku sześciu lat. Jako dwunastolatka kształciła się w zakresie kompozycji u Friedricha von Flotowa, przyjaciela rodziny, i u Camille'a Saint-Saënsa. Kilku lekcji gry na fortepianie udzielił jej również Fryderyk Chopin. W roku 1851 poślubiła o 15 lat starszego oficera, Charles'a-Grégoire'a de Grandval, z którym miała dwie córki.
Działalność artystyczną rozpoczęła scenami muzycznymi Sou de Lise (1859) i Fiancés de rose (1863). Od początku kariery musiała się zmagać z uprzedzeniami związanymi z twórczością kobiet. Camille Saint-Saëns, wspominając jej pieśni, napisał: „Z pewnością zdobyłyby sławę, gdyby na autorze nie ciążyła wina niewybaczalna w oczach wielu ludzi – jest kobietą”. W roku 1880, wraz ze swoim librecistą Paulem Collinem, została pierwszą laureatką Prix Rossini za La fille de Jaïre.
Ze względu na swoją wysoką pozycję społeczną większość utworów publikowała pod różnymi pseudonimami: Caroline Blangy, Clémence Valgrand, Maria Felicita de Reiset i Maria de Reiset Tesier. Początkowo komponowała muzykę sakralną, później poświęciła się także operze (La comtesse Eva, La pénitente, Piccolino i Mazeppa). Stworzyła również wiele utworów instrumentalnych, głównie na obój. Odegrała istotną rolę w działalności Narodowego Towarzystwa Muzycznego (Société nationale de musique), które często wspierała finansowo. Napisała także oratorium Sainte Agnès oraz poemat liryczny na solistów, chór i orkiestrę La forêt. Jest autorką około 60 pieśni. Współpracowali z nią sławni libreciści: Michel Carré, Henri Meilhac, Georges Hartmann, Charles Grandmougin i Louis Gallet. W roku 1890 została wyróżniona Prix Chartier.

## Główne dzieła

### Opery
- Le sou de Lise, 1859
- Les fiancés de Rosa, 1863
- La comtesse Eva, 1864
- La pénitente, 1868
- Piccolino, 1869
- La forêt, 1875
- Atala, 1888
- Mazeppa, 1892
- Le bouclier de diamant, 1898

### Muzyka sakralna
- msza na chór i orkiestrę, 1867
- kantata Stabat Mater, 1870
- Jeanne d'Arc, 1862
- Regrets, 1866
- oratorium Sainte Agnès, 1876
- La fille de Jaïre, 1881

### Muzyka symfoniczna
- Gavotte na fortepian i orkiestrę, 1885
- Esquisses symphoniques, 1874
- Ronde de nuit, 1879
- Divertissement hongrois, 1890

### Muzyka kameralna
- Suite de Morceaux na flet i fortepian, 1877
- Chanson suisse na wiolonczelę i fortepian, 1882
- 3 melodie na wiolonczelę i fortepian (Andante con moto, Sérénade, Chant serbe), 1882
- 2 melodie na skrzypce i fortepian, 1882
- preludium z wariacjami na skrzypce i fortepian, 1882
- 2 melodie na obój, wiolonczelę i fortepian (Romance i Gavotte), 1884
- gawot na wiolonczelę, kontrabas i fortepian, 1885
- 2 melodie na klarnet i fortepian (Invocation i Air slave), 1885

### Pieśni
- Le bohémien, 1864, do słów Michela Carré
- Avril, 1869, do słów Rémy'ego Belleau
- Éternité, 1883, do słów Paula Collina
- Six poésies, 1884, do słów Sully'ego Prudhomme'a
- Noël!, 1901, do słów Sully'ego Prudhomme'a
- Menuet, 1902, do słów Fernanda Gregha